# Château de Bagnolet (Paris)
Pour les articles homonymes, voir Château de Bagnolet.
Le château de Bagnolet est un ancien château situé sur les territoires des communes de Charonne (incorporée à Paris en 1859) et de Bagnolet, dans ce qui est aujourd'hui le territoire du 20e arrondissement de Paris. Achevé en 1725, il fut démoli à la fin du XVIIIe siècle.

## Historique

### Aux origines
Vers 1600, ce n'est qu'un simple hôtel seigneurial, construit par Étienne Regnault, en bas du « fossé » de Bagnolet. En 1636, il devient la propriété d'Anne de Montafié, comtesse de Soissons. Trois ans plus tard, en 1639, cette résidence est décrite comme « une très superbe maison qui était ci-devant au cardinal du Perron [de 1611 à 1625], depuis vendue à Briyois [de 1625 à 1636] qui l'a grandement accrue et embellie de logements magnifiques, pavillons couverts d'ardoises, galeries, salles, bois fontaines et jardins les plus magnifiques qui se puissent voir pour les rares inventions de parterres berceaux, haies taillées, allées, carreaux, bordures et une infinité de rares curiosités fort délectables. »[réf. nécessaire]
À la mort de la comtesse de Soissons en 1644, sa fille, Marie de Bourbon-Condé (1606-1692), princesse de Carignan, en a la jouissance. C'est alors un domaine agréable où elle reçoit Marie d'Orléans-Longueville et probablement Jean Loret, poète, attaché aux Longueville qui écrit, en s'adressant à Mlle de Longueville, vers 1650 :

« Là, votre tante maternelle
Traita Monsieur d'Anjou chez elle,
C'est-à-dire dans Bagnolet. 

[…]
Et maintenant qu'il est juillet,
Vous résidez à Bagnolet[…] »

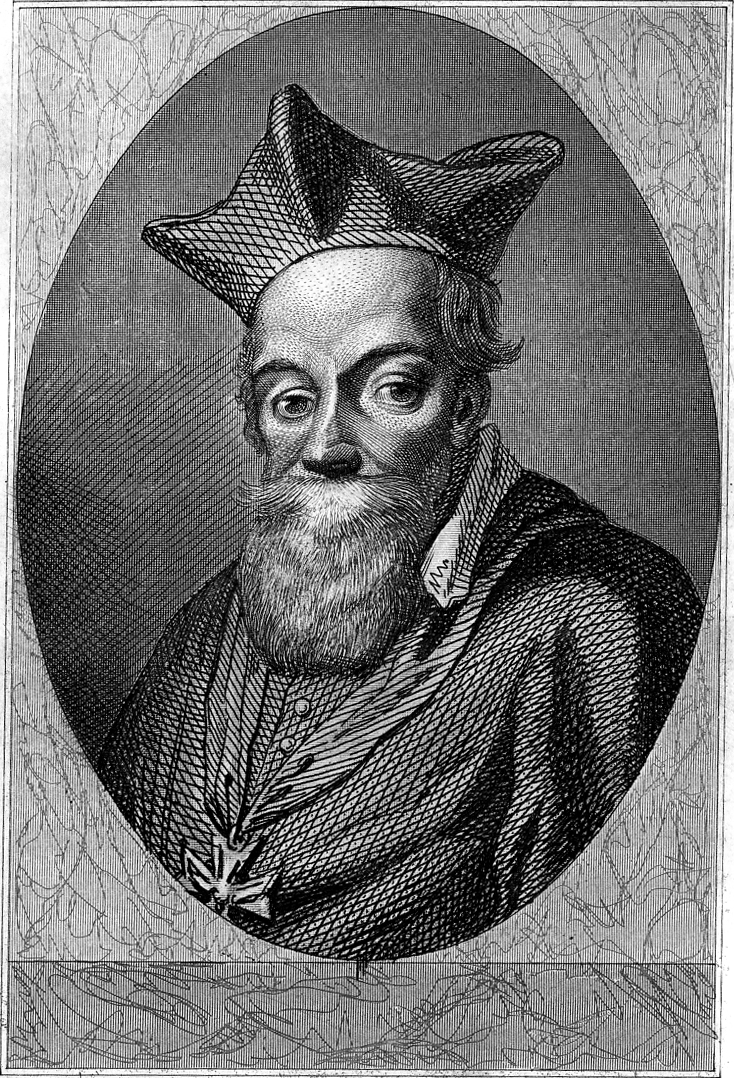
Jacques Dupeyron.
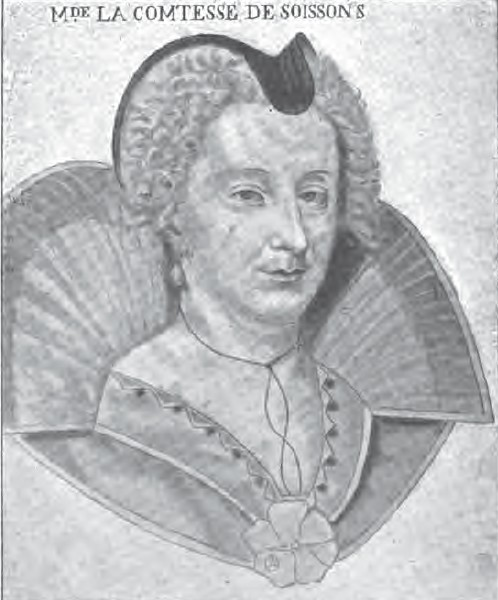
La comtesse de Soissons.
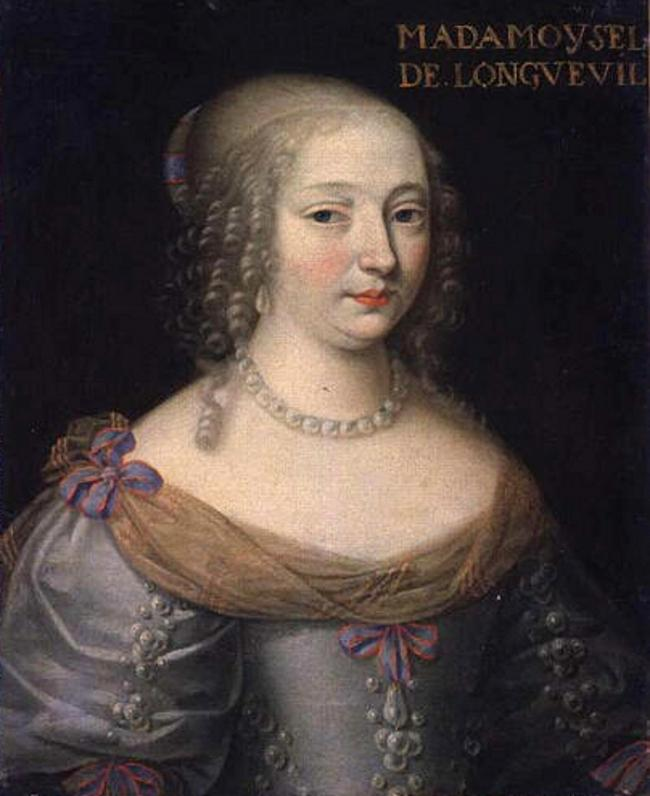
Mademoiselle de Longueville.
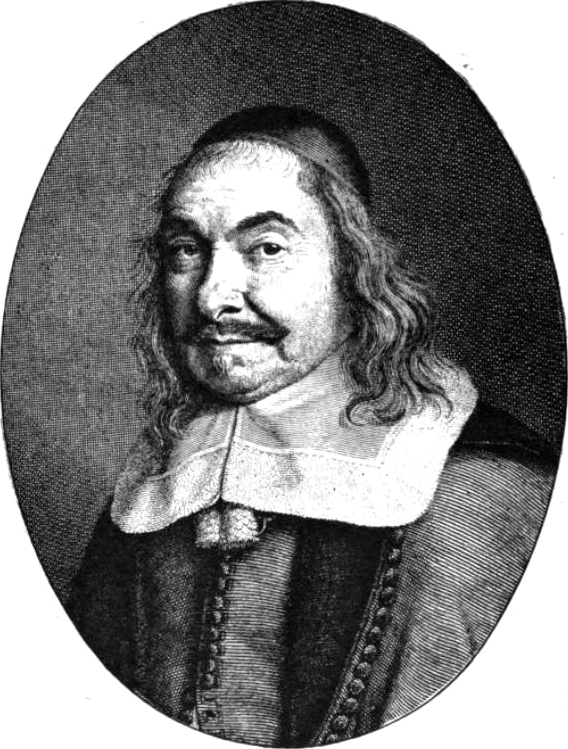
Jean Loret, poète.
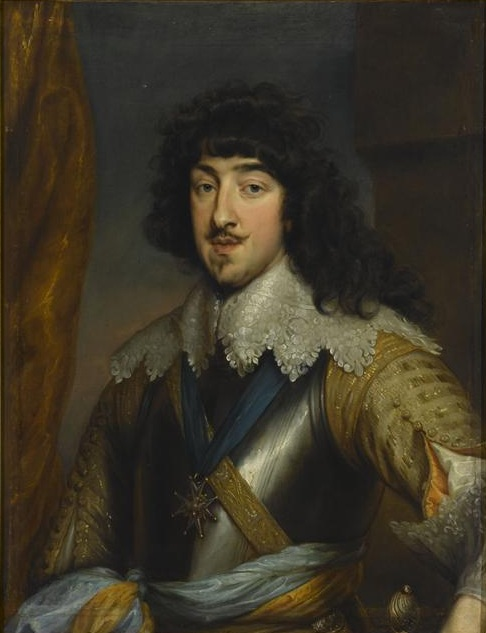
Monsieur d'Anjou.

### Le domaine du château

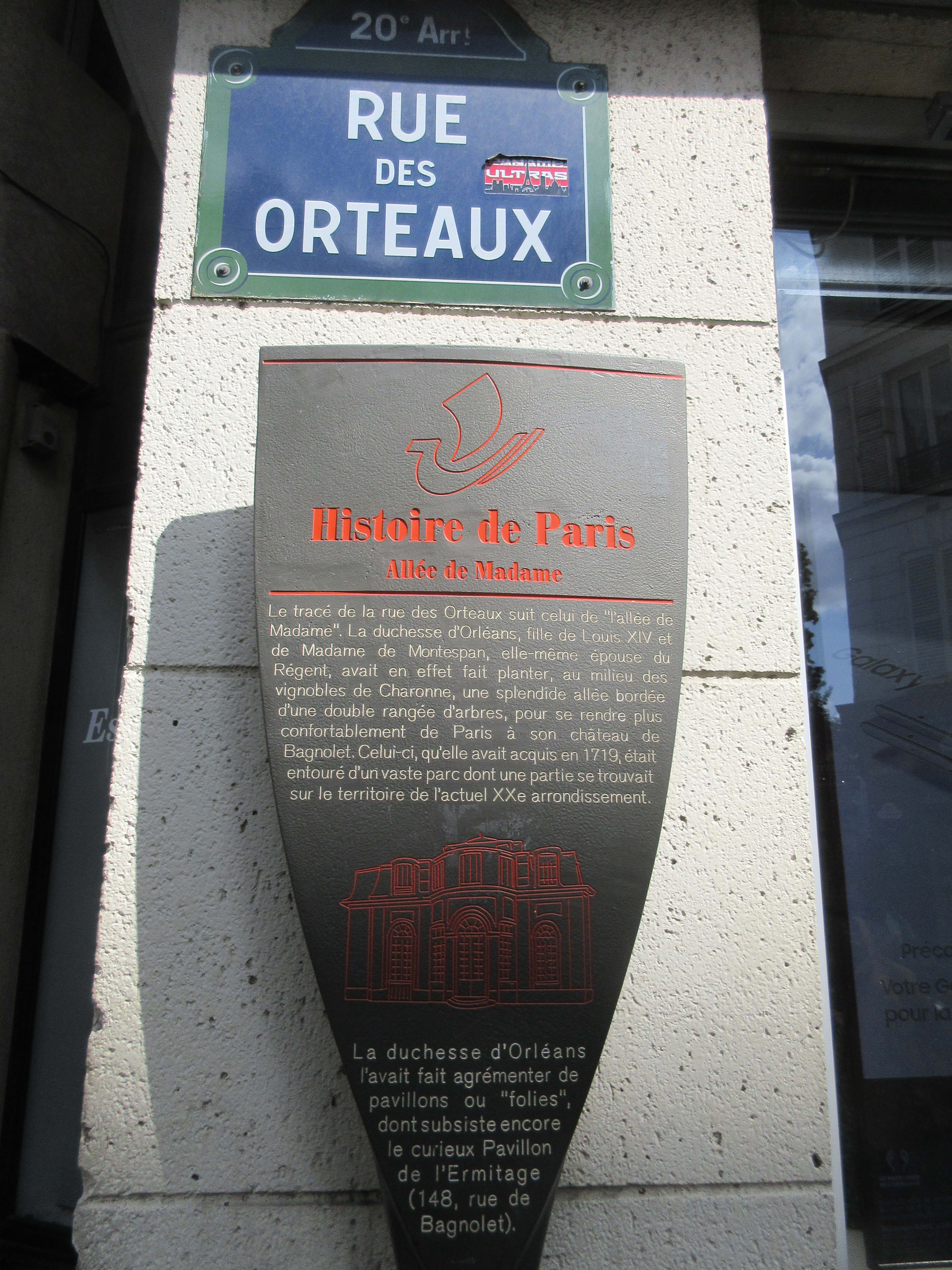
Panneau Histoire de Paris « Allée de Madame »

À la mort de la princesse de Carignan, le domaine est acquis par le fermier général François Le Juge en 1700. Il agrandit le domaine et « pose la première pierre du gros pavillon, en haut du jardin, à main droite ». La résidence devient alors le château de Bagnolet.
En 1711, la propriété du château est passée à Louis Chevalier, secrétaire du roi. Après sa mort, sa veuve vend la seigneurie, le domaine et le château qui sont acquis par la maison d'Orléans.
En 1719, Françoise-Marie de Bourbon, duchesse d'Orléans (1677-1749) acquiert Bagnolet. Elle est l'épouse du duc d'Orléans, alors régent de France pendant la minorité du roi Louis XV. Elle va faire de ce château sa résidence favorite. Elle fait planter au milieu des vignes de Charonne une allée bordée d'une double rangée d'arbres afin de relier Paris à son château de Bagnolet. Cette allée deviendra au XIXe siècle la rue des Orteaux.

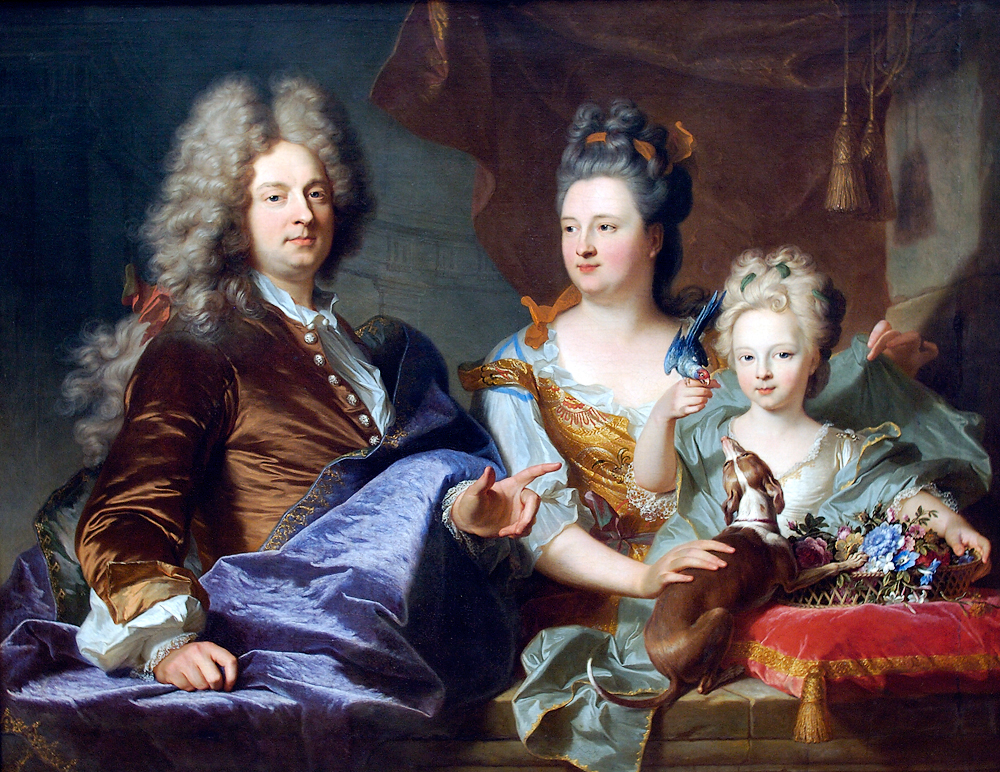
Jean ou François Le Juge et sa famille.
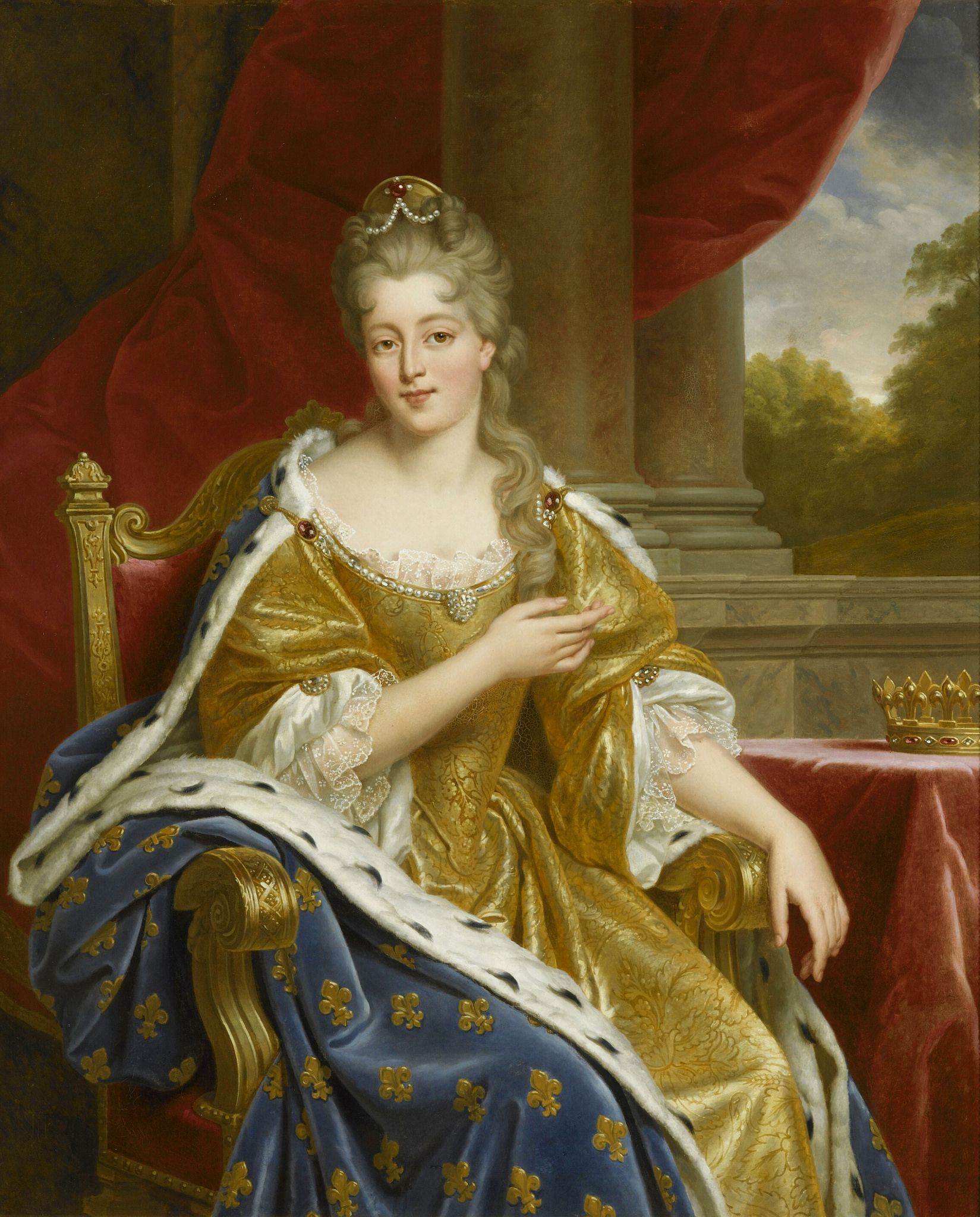
Françoise-Marie, duchesse d'Orléans.
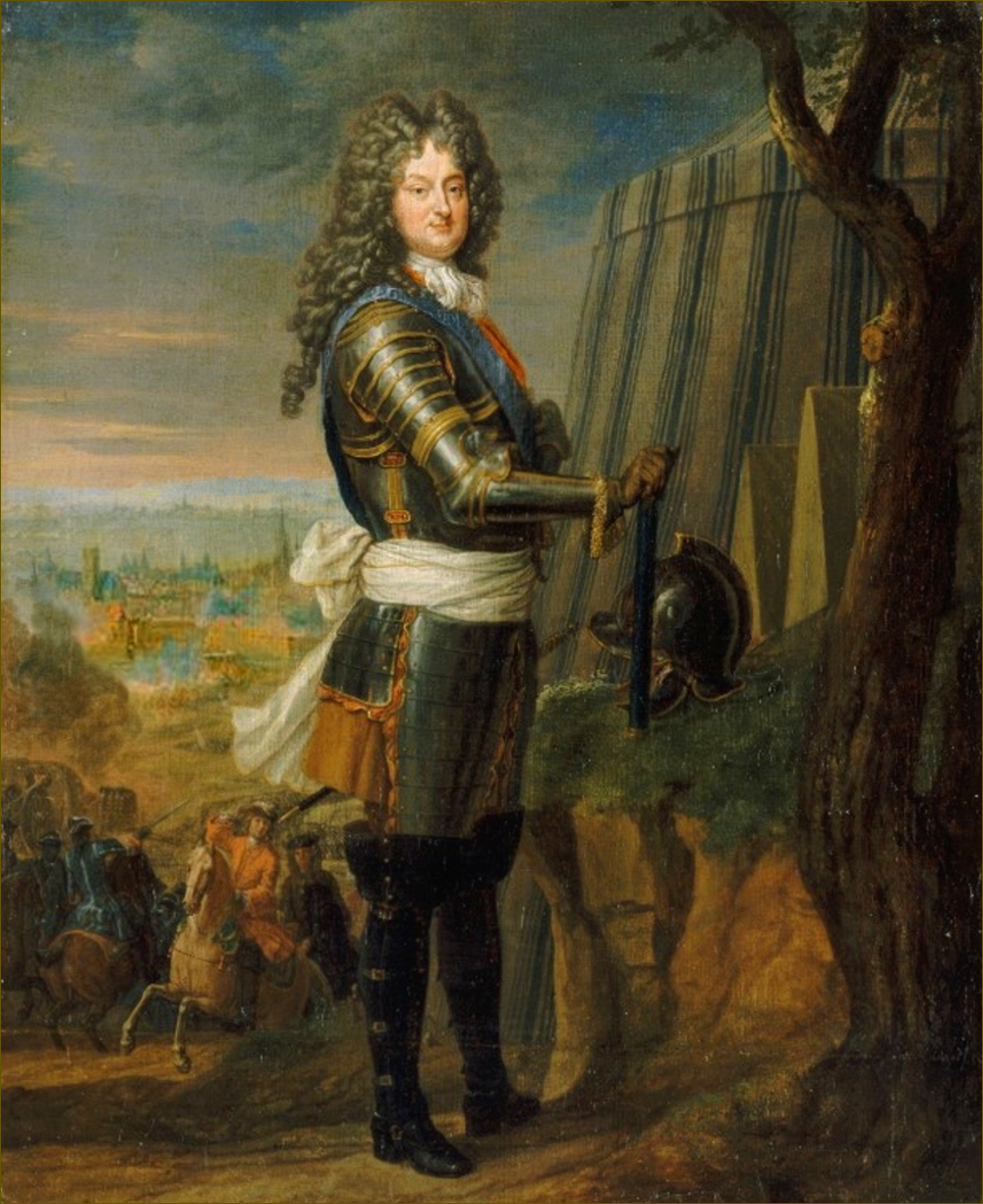
Philippe d'Orléans, régent de France.

#### Le château

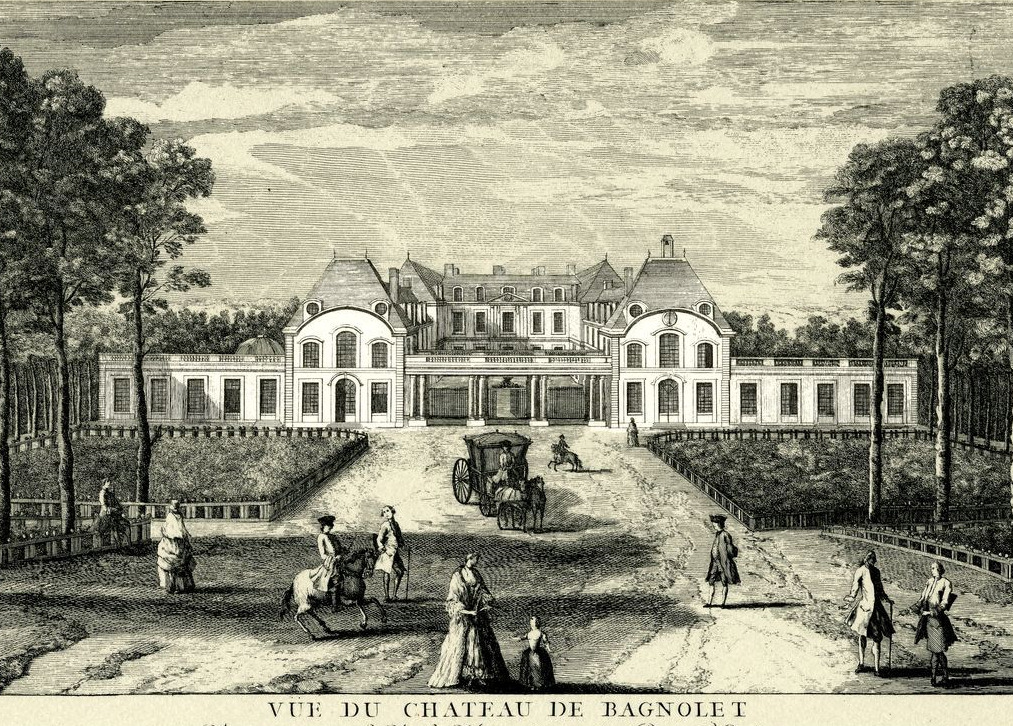
Entrée du château, du côté Bagnolet.

La duchesse va agrandir et embellir les bâtiments de la résidence : « Le château est augmenté d'un péristyle à colonnes en face l'entée, de deux ailes, à droite et à gauche, dans l'une desquelles sont la salle de garde, la grande antichambre ensuite, la salle à manger en ovale et petite pièce à côté, dans l'autre, un appartement composé d'une antichambre, chambre à coucher, cabinet et chapelle ». Une description plus en détail sera faite, lors d'une visite par Dezaillier en 1750. Dans le château, le duc d'Orléans fera aménager un théâtre et y jouera la comédie en 1761.

### Les dépendances
En 1763, Louis-Philippe d'Orléans, pour augmenter le domaine, fait l’acquisition d’une maison et de ses dépendances, à la porte du parc. L’une d’elles avait été achetée par Jean-Baptiste de Sade, père du fameux marquis de Sade. 

#### Les jardins

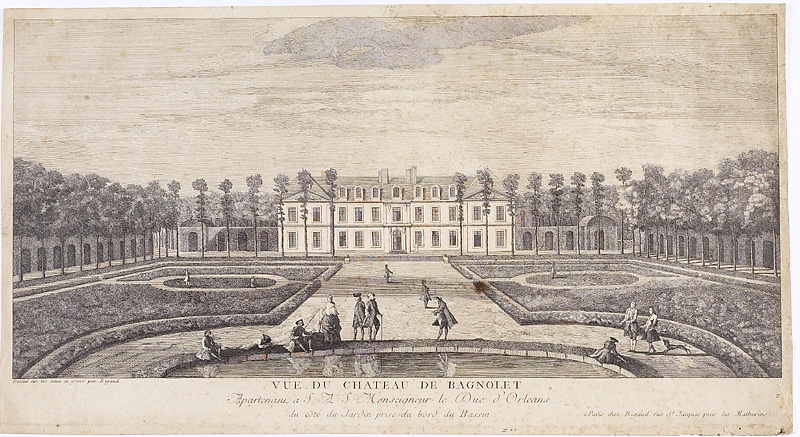
Le château, côté jardins (1730).

Le parc est redessiné par Claude Desgots, petit-neveu d'André Le Nôtre. « Les jardins se composent d'un grand parterre renforcé en boulingrin, entouré de marronniers et terminé par un bassin avec gerbe d'eau ; de chaque côté, de grandes allées avec palissades, boulingrins et bouillons d'eau. Plus loin un bois avec allées en étoile, ruisseau, cascade, labyrinthe  et terrasse avec vue sur Vincennes et les environs. Au fond du parc, sur la droite, un belvédère galant : l'Ermitage ».
De grandes quantités d'eau sont nécessaires pour alimenter le château, les fontaines et le ruisseau du parc. La ressource principale sera un grand réservoir déjà partiellement creusé du temps d'Étienne Regaud, en haut de la grande rue de Bagnolet (aujourd'hui, la rue Sadi-Carnot), à 600 m du clocher, en allant vers la croix de l'Épinette. Ce réservoir se voit encore sur le cadastre de 1812. L'eau parvenait au château par des canalisations enterrées. D'autres sources seront utilisées : vers Charonne, un réservoir est créé au lieudit Launay pour collecter les eaux descendant de Ménilmontant ; vers l'est, les eaux stagnantes des marais de Villiers seront aussi exploitées.

Vues d'artiste du château et de son parc (2014)
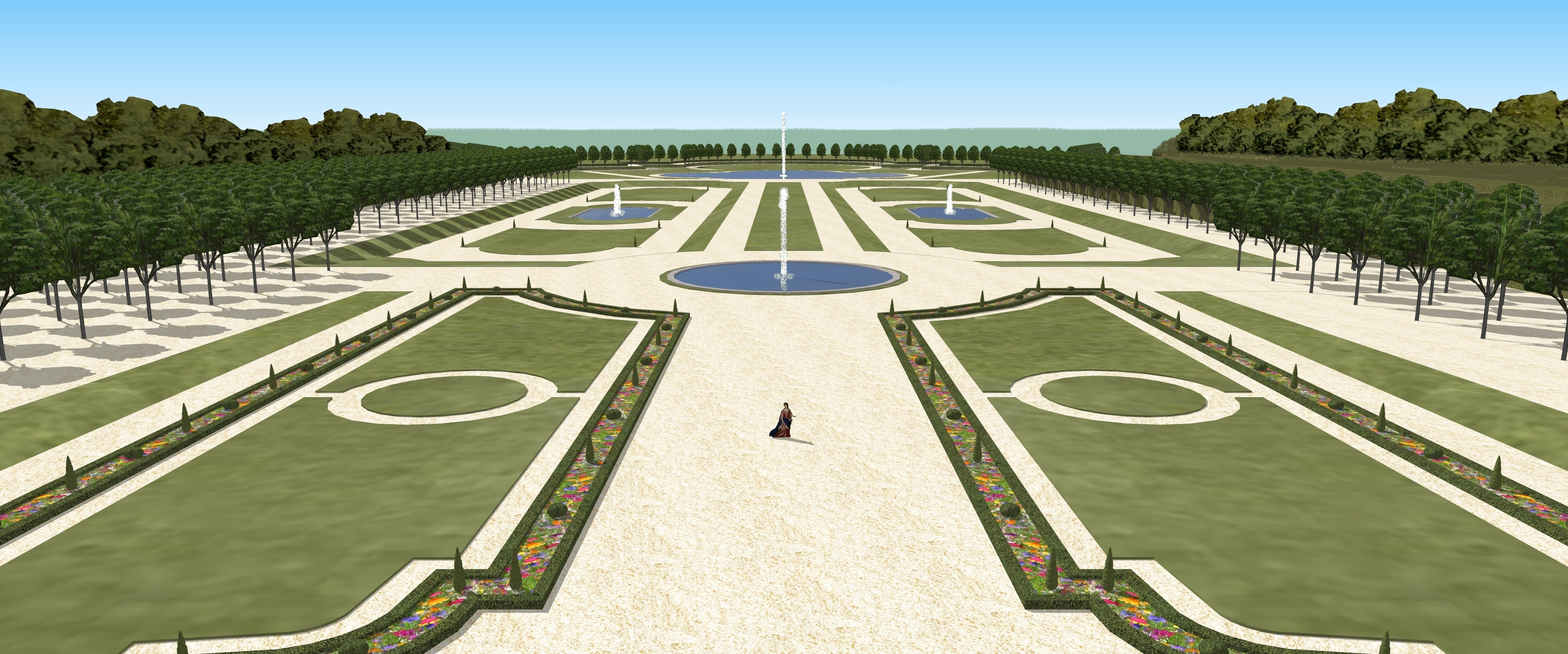
Vue depuis le premier étage du château de Bagnolet sur le parterre.
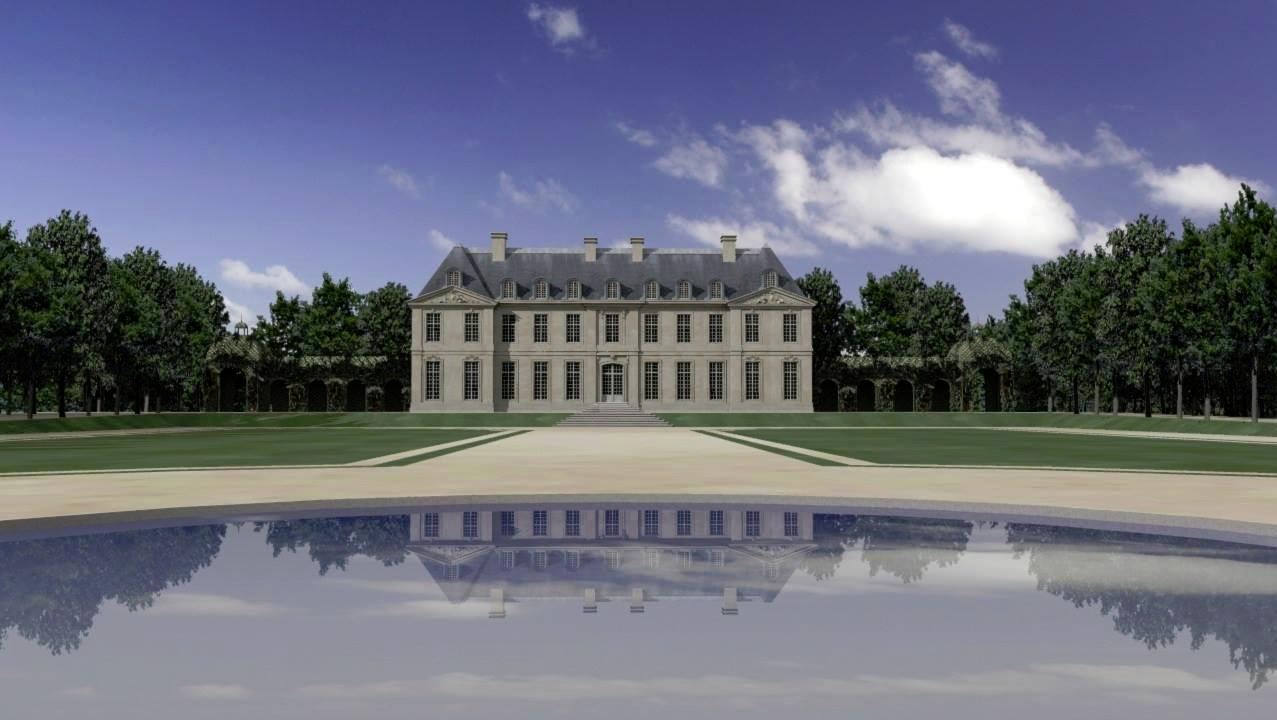
Vue du château de Bagnolet depuis le bassin circulaire du milieu du parterre.
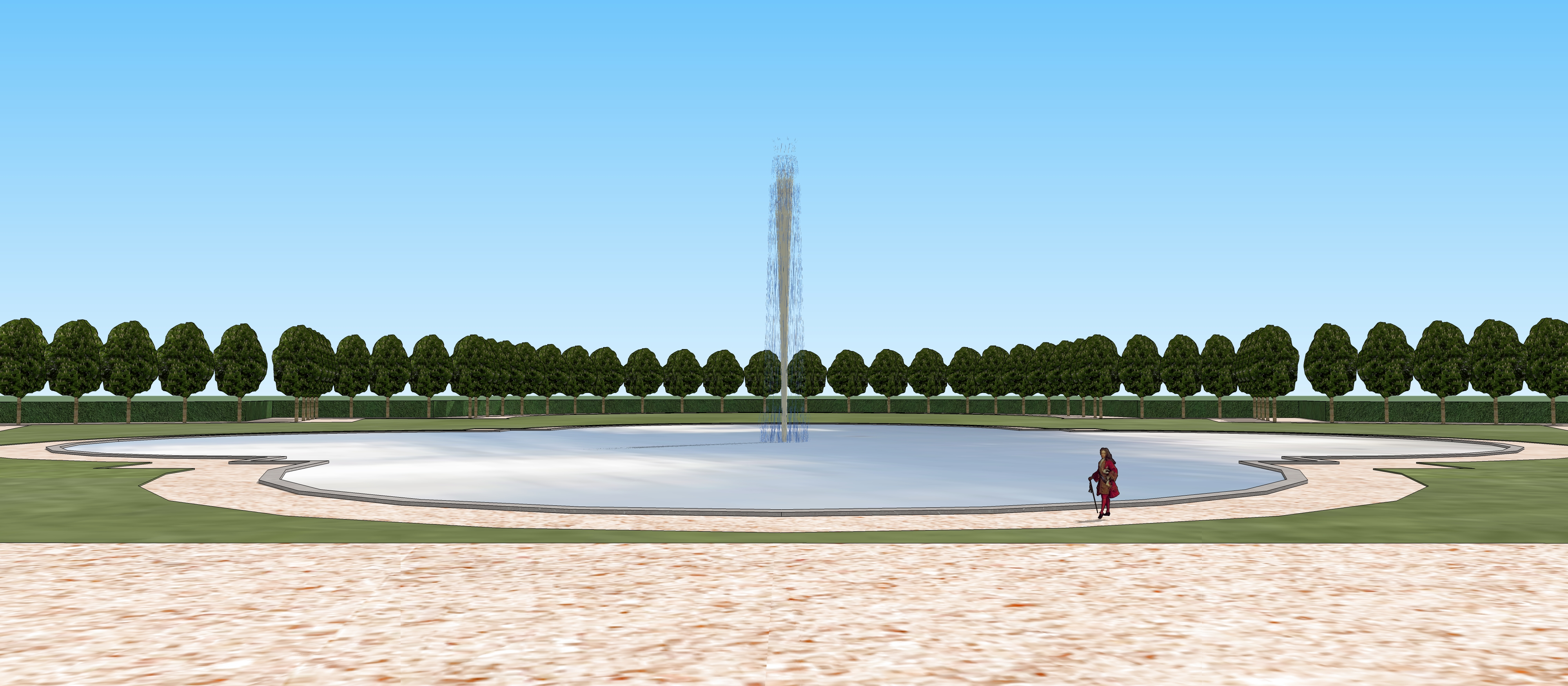
Vue depuis le bout de l'allée centrale, au bout des parterres, devant le grand bassin quadrilobé.
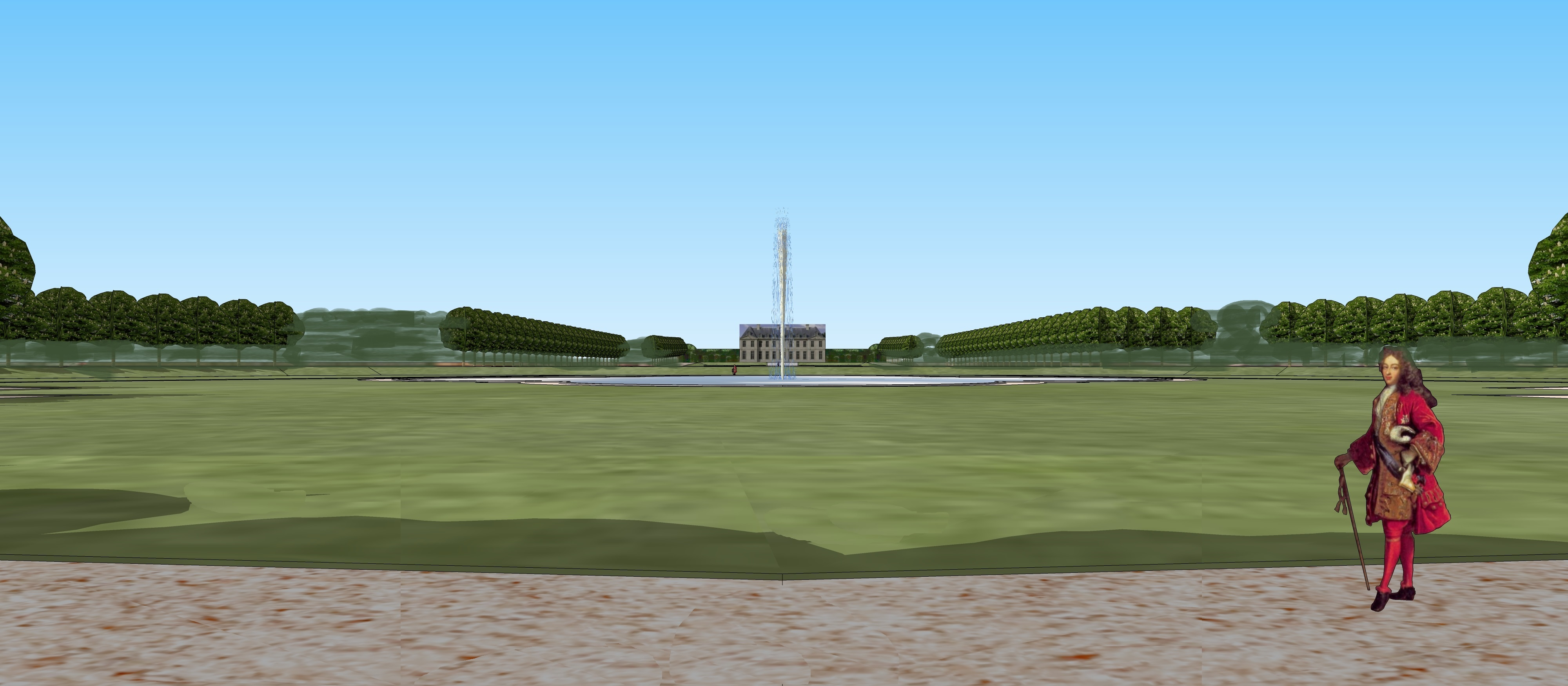
Vue depuis le bout de la Grande Perspective, avec la grande pelouse.

#### Localisation

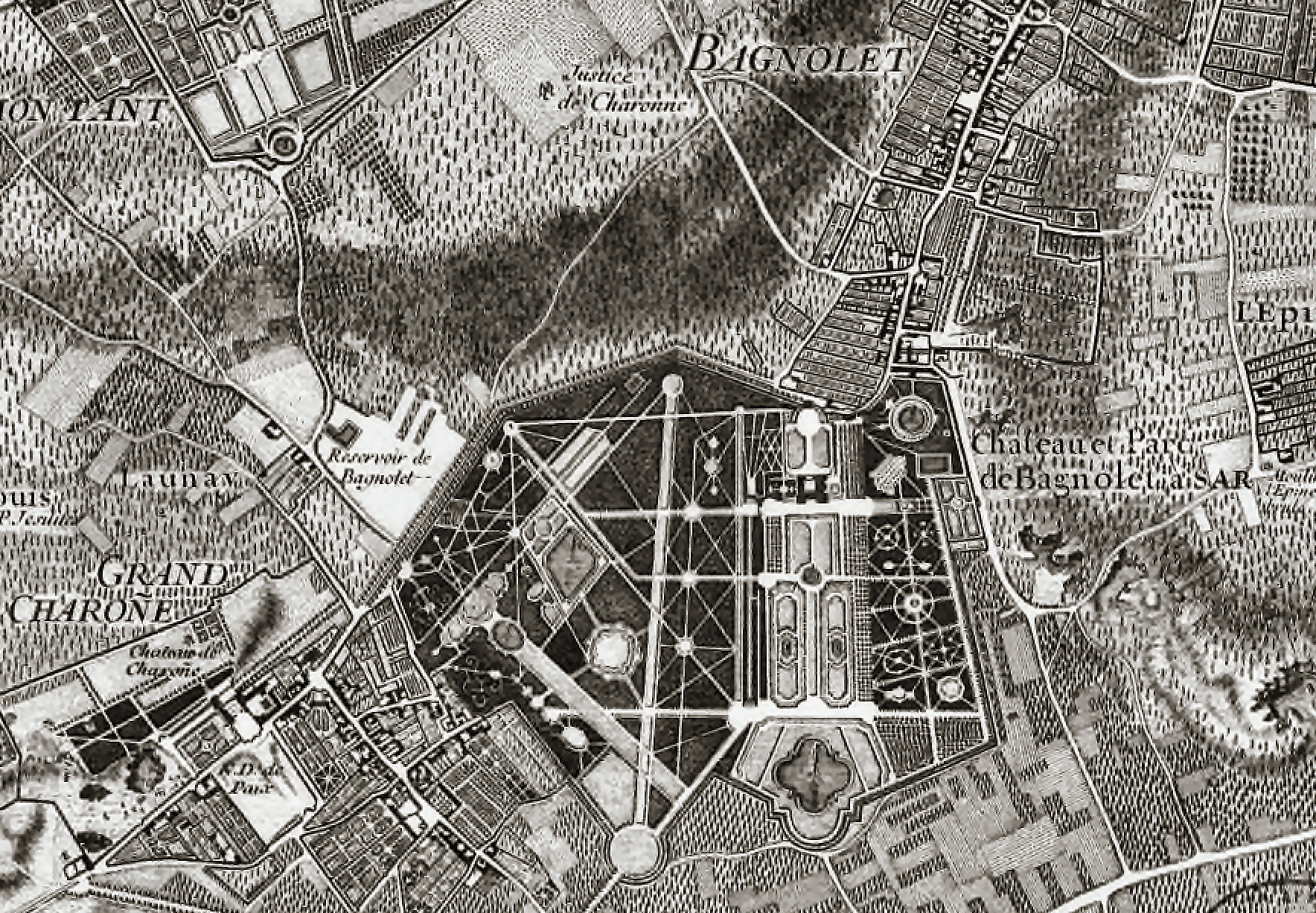
Localisation du domaine, 1730.

Ce parc longeait dans Charonne la partie sud de la section de la rue de Bagnolet, comprise entre les actuels rue des Prairies et boulevard Davout. Il comprenait une bonne partie du sud de ce qui est devenu le 20e arrondissement de Paris. Il couvrait 200 arpents en 1759. Le château lui-même se trouvait sur le territoire de Bagnolet, à hauteur de l'actuelle rue du Château. Pour y aller directement de Paris, la duchesse d’Orléans avait fait ouvrir vers 1720 une traverse, c'est-à-dire une belle avenue plantée d’ormes, dite « avenue Madame », correspondant de nos jours à la rue des Orteaux.

#### Postérité
À la mort de la duchesse en 1749, la propriété passe à son fils, Louis d'Orléans, qui la lègue à son tour en 1752 à son fils, Louis Philippe d'Orléans. Ce dernier vend le domaine en 1769 en le morcelant en lots pour acquérir à sa place le château du Raincy. Le montant de la vente sera de 242 000 livres dont 90 000 livres pour le château. 
Le château est progressivement démoli à partir de 1771.

## Le pavillon de l'Ermitage
48° 51′ 43″ N, 2° 24′ 23″ E
Le pavillon de l'Ermitage est le seul vestige qui subsiste du château de Bagnolet, et la dernière folie parisienne de style Régence.

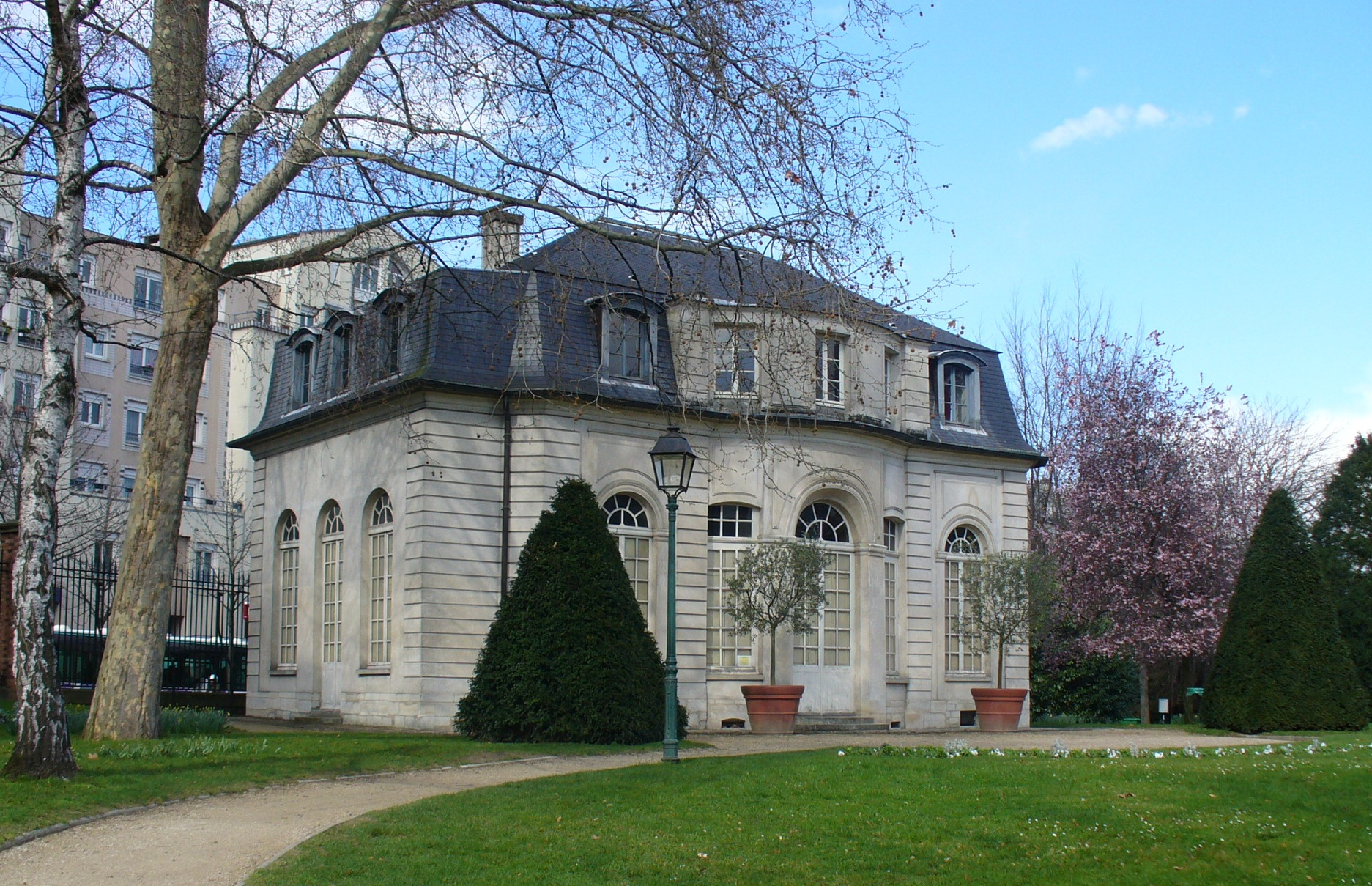
Pavillon de l'Ermitage dans le jardin de l'Hospice-Debrousse.
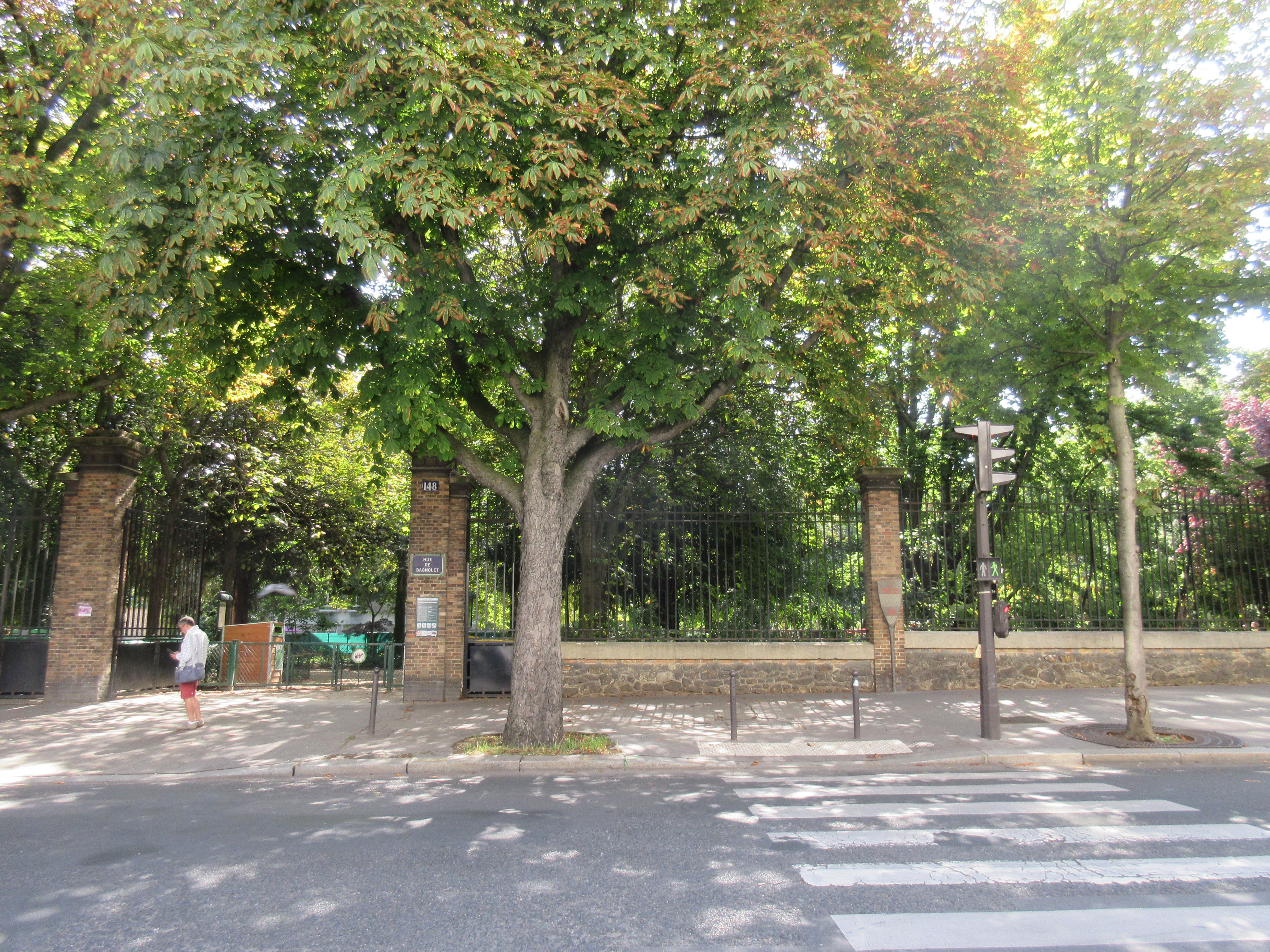
Emplacement du panneau Histoire de Paris « Pavillon de l'Ermitage » au no 148 rue de Bagnolet.
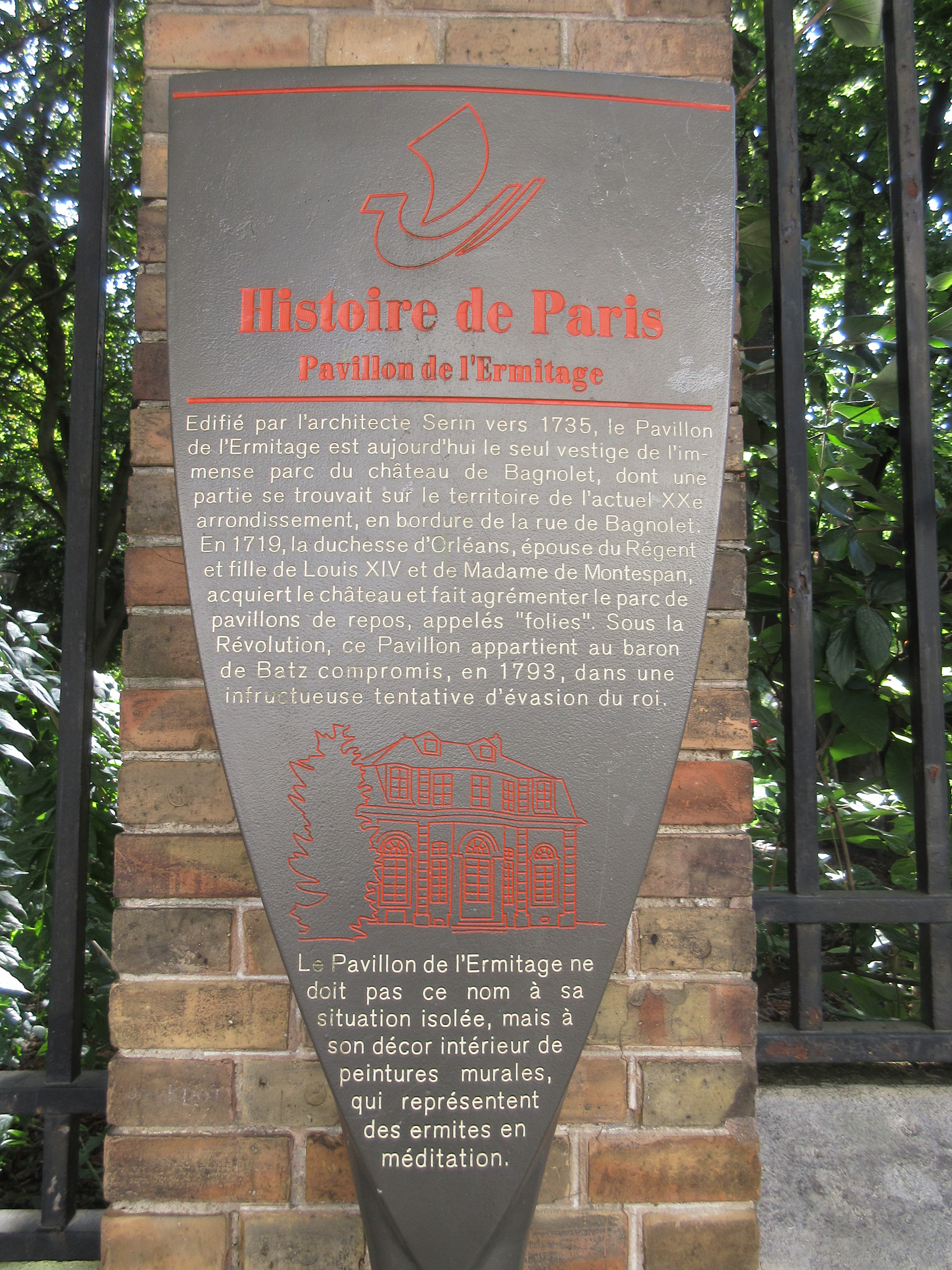
Panneau Histoire de Paris.

### Situation
Il se trouve dans le jardin de l'Hospice-Debrousse, au no 148 de la rue de Bagnolet à Paris, à l'angle de la rue des Balkans, qui marquait la limite du parc du château.

### Description
À l'origine, il était couvert d'un toit plat avec une balustrade, à l'italienne. Les deux fenêtres latérales de l'avant-corps sur jardin sont des ajouts. Il est orné de peintures de Jean Valade représentant la Tentation de saint Antoine.
En 1761, les lieux sont redécorés par Louis-Philippe, petit-fils de la duchesse d'Orléans, dans un style à la grecque (encore visible sur les peintures murales du salon) inaugurant le néo-classicisme. De nos jours subsistent trois peintures murales en grisailles dans le salon, représentant des ermites (dont saint Venert et sainte Azelle).

### Origine du nom

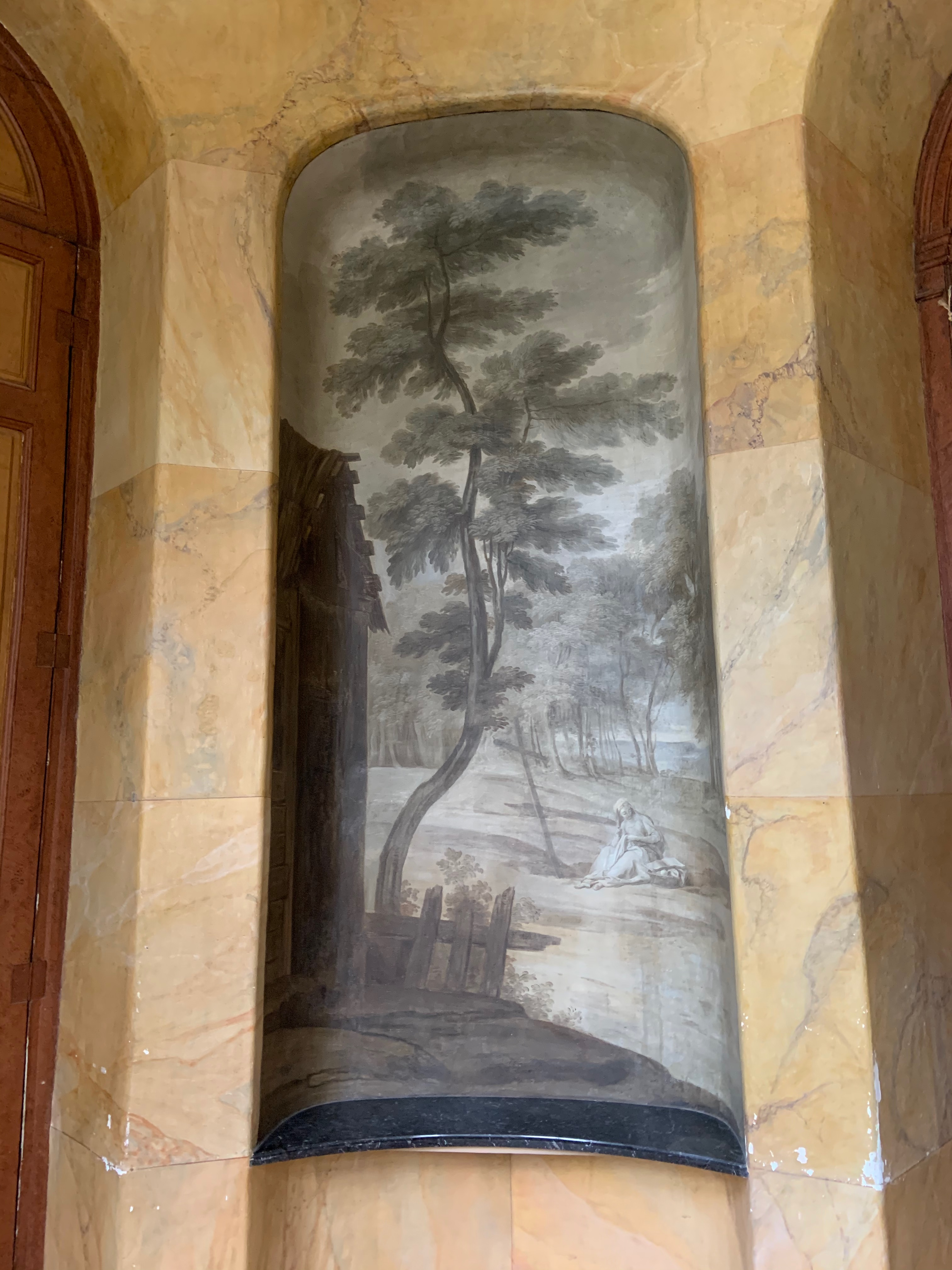
Une des trois peintures murales d’origine encore visible à l’intérieur.

Le pavillon doit son nom à son décor intérieur de peintures murales en grisaille qui représentent des ermites en méditation. Trois peintures murales d’origine demeurent dans le pavillon aujourd’hui.

### Historique
Sur un terrain acheté le 12 mars 1719, le pavillon est construit vers 1720 pour la duchesse d'Orléans par un architecte nommé Serin, pas autrement connu ; il y a à l'origine trois pavillons, dont celui de l'Ermitage qui est le dernier encore debout. Non chauffé, le bâtiment n'est qu'un pavillon d'agrément simplement utilisable lors des chaudes saisons.
Lors du morcellement du domaine en 1769, l'Ermitage, entouré de 11 600 m2 de terrain, constitua un lot. Il appartint notamment au baron de Batz, qui s'en servit comme « petite maison », puis à partir de 1792, comme lieu de réunion politique pour préparer la libération du roi Louis XVI. C'est là que fut arrêtée la maîtresse du baron, Marie de Grandmaison, qui sera guillotinée.
En 1820, le pavillon appartient à François Pomerel, dont les initiales sont gravées sur la façade. En 1887, son gendre le vend à l'Assistance publique. Un hospice de vieillards est fondé en 1884 sur l'emplacement du château de Bagnolet. Il porte le nom d'hospice Alquier-Debrousse et existe encore. Le pavillon appartient jusqu'en 1972 à cet hospice Debrousse, avant d'être rattaché au centre d’action sociale de la Ville de Paris et d'être restauré en 1987. En 2005, il est ouvert au public grâce à l'action de l’Association des amis de l’Ermitage, qui accueille les visiteurs chaque semaine du jeudi au dimanche.